# Quorn (Lebensmittel)

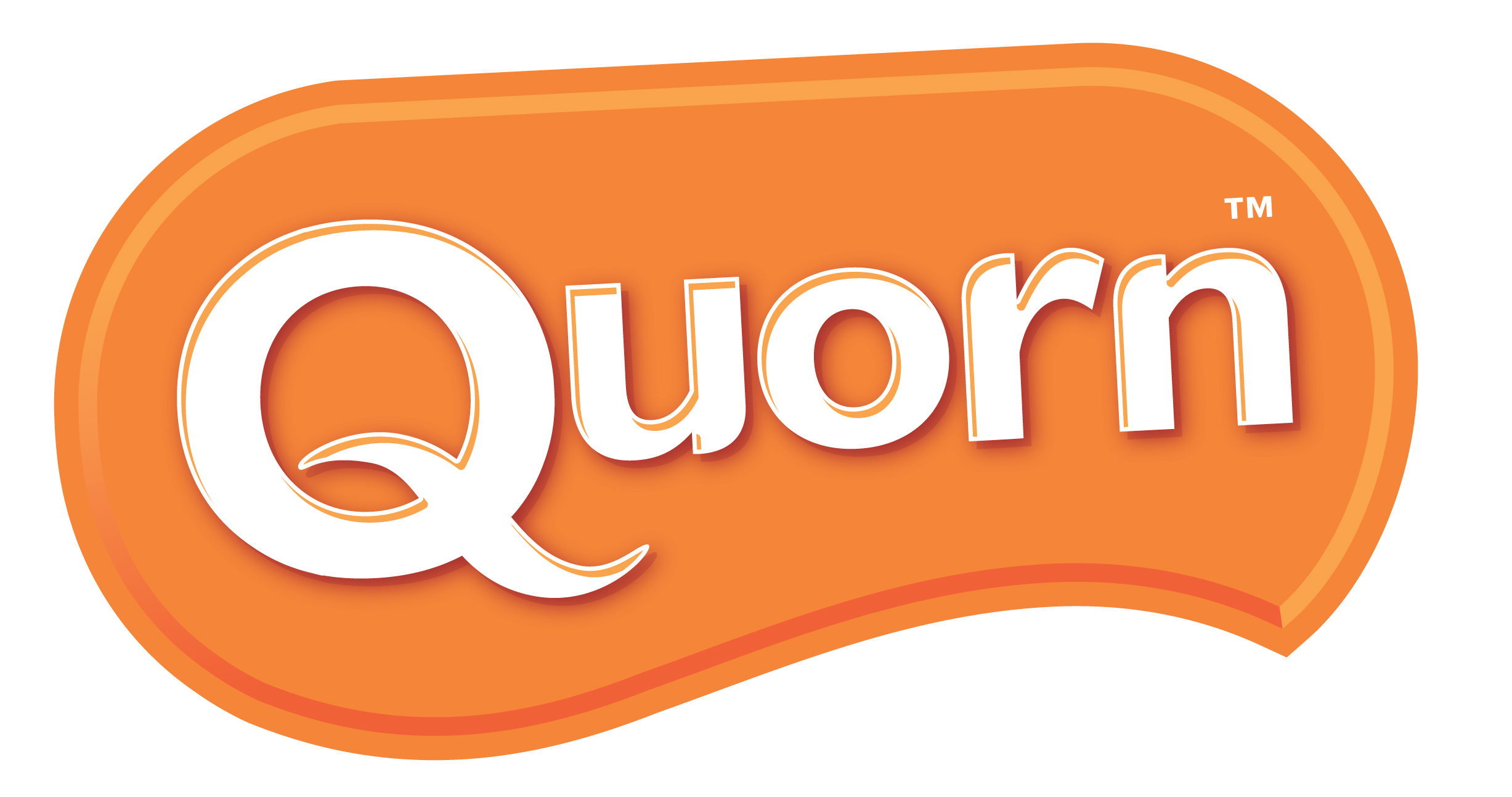
Logo

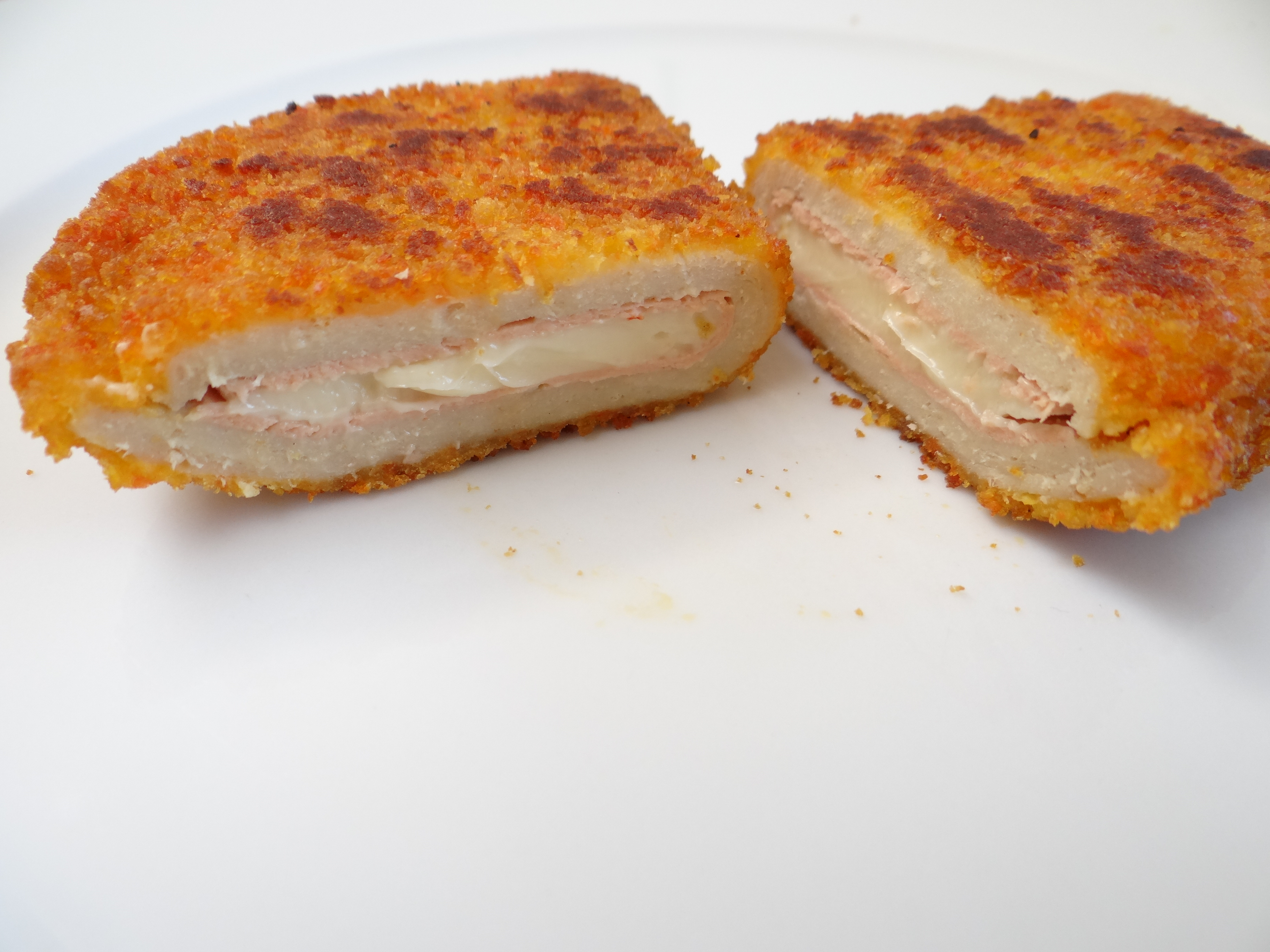
Ein Quorn Cordon bleu

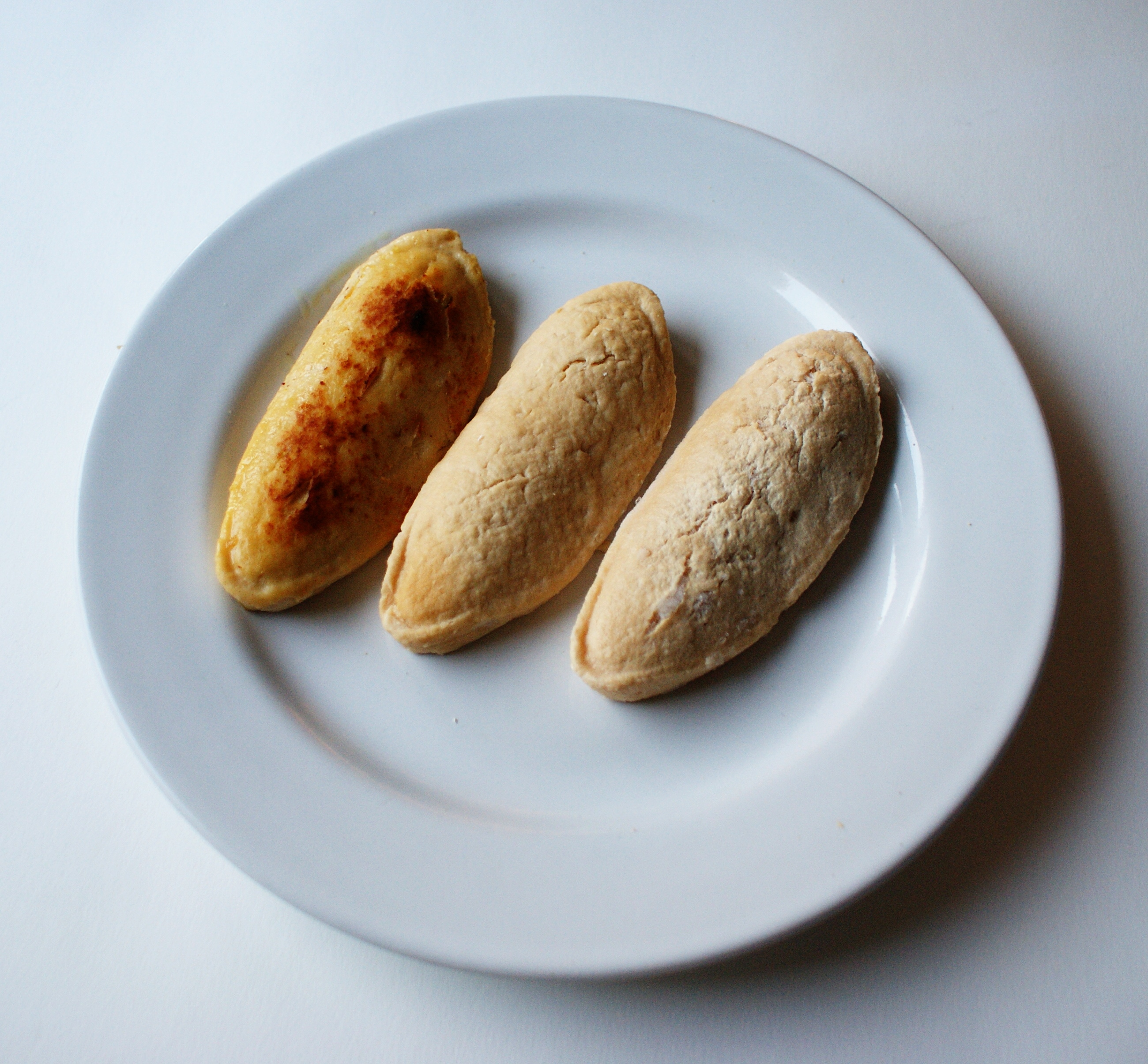
Quorn gebraten, aufgetaut und gefroren (v. l. n. r.)

Quorn ist der Handelsname für ein industriell hergestelltes Nahrungsmittel aus dem fermentierten Myzel des Schlauchpilzes Fusarium venenatum, das von Quorn Foods aus Großbritannien hergestellt und vermarktet wird. 
Seit 2015 gehört die Firma dem philippinischen Großkonzern Monde Nissin.

## Beschreibung
Das Gemisch besteht zu 10–15 % aus Proteinen, auch Mycoprotein genannt (PDCAAS für Quornstücke: 1). Weiterhin enthält es 2,5–19 % Fette, ist mit Vitaminen und Mineralien angereichert und mit Eiweiß aus Hühnereiern als Bindemittel in einem patentierten Verfahren verarbeitet. Es wird in verschiedenen Zubereitungen (z. B. paniert) und Formen angeboten, die an entsprechende Fleischgerichte erinnern (Wurstform, steakartig, geschnetzelt).
Um Quorn herzustellen, werden die Fusariumzellen in einer Traubenzuckerlösung mit Mineralstoffen bei einer Temperatur von 28 °C kultiviert. Anschließend wird das Pilzmyzel abfiltriert und weiterverarbeitet.
Der zugrunde liegende filamentöse Schlauchpilz Fusarium venenatum wurde nach einem Screening von 3000 Kultivaten aus Bodenproben entdeckt. In den 1980er-Jahren wurden Quorn-Nahrungsmittel erstmals auf dem britischen Markt eingeführt. Das im Vereinigten Königreich produzierte Quorn wird in der Schweiz in Nahrungsmitteln unter dem Markennamen Cornatur von der Migros angeboten. 
Von 2012 bis 2019 war Quorn auch in Deutschland erhältlich.

## Allergien und Unverträglichkeiten
Allergien und Unverträglichkeiten sind nicht ungewöhnlich. In einer Untersuchung von 1752 Fällen wurden neben allergischen Reaktionen vor allem gastrointestinale Symptome mit Übelkeit und teilweise auch Erbrechen beschrieben.

## Patente
- Patent  GB2375943: Edible fungi.‌
- Patent  GB2390528: Edible fungi ingredient.‌
- Patent  GB2375945: A foodstuff comprising edible fungi.‌